# Neomenia expleta
Neomenia expleta is een Solenogastressoort uit de familie van de Neomeniidae. De wetenschappelijke naam van de soort is voor het eerst geldig gepubliceerd in 2010 door García-Álvarez, Zamarro & Urgorri.